# Jeannette-ekspeditionen
Jeannette-ekspeditionen fra 1879-81, officielt den amerikanske arktiske ekspedition, var et forsøg ledet af George W. De Long på at nå Nordpolen ved at forsøge en banebrydende ny rute fra Stillehavet gennem Beringstrædet. Forudsætningen var, at en tempereret strøm, Kuro Siwo, strømmede nordover ind i strædet, hvilket gav en adgang til et åbent polarhav og dermed til polen. Denne teori viste sig illusorisk; ekspeditionens skib, USS "Jeannette" og dets besætning på 33 mand, blev fanget af is og drev i næsten to år, før hun blev knust og sank nord for den sibiriske kyst. De Long førte derefter sine 32 mænd på en farlig rejse med slæde, trækkende Jeannettes hvalbåd og to kuttere og skiftede til sidst til disse små både for at sejle til Lena-deltaet i Sibirien. Under denne rejse, og i de efterfølgende uger med vandring i Sibirien før redningen, døde 20 af skibets mandskab, herunder De Long.
Den øverste eksponent for teorien om en varmtvandsport til Nordpolen var den tyske kartograf August Petermann. Han opfordrede James Gordon Bennett Jr., indehaveren af avisen New York Herald, til at finansiere en polarekspedition baseret på den hidtil ubenyttede Stillehavsrute. Bennett erhvervede en tidligere Royal Navy kanonbåd, "Pandora", og ændrede dens navn til "Jeannette". De Long, som Bennett valgte at lede ekspeditionen, var en flådeofficer med tidligere arktiske erfaringer. Selvom det i det væsentlige var et privat forsøg, hvor Bennett betalte alle regningerne, havde ekspeditionen den fulde støtte fra den amerikanske regering. Før afgang blev skibet registreret i US Navy som USS Jeannette, og sejlede under flådens love og disciplin.
Før ekspeditionen måtte opgives opdagede ekspeditionen nye øer - Ostrova De-Longa - og indsamlede værdifulde meteorologiske og oceanografiske data. Selvom Jeannettes skæbne undergravede den vidt troede åbne polarhavsteori, viste fremkomsten i 1884 af dele fra vraget på Grønlands sydvestlige kyst, at der eksisterede en havstrøm, der bevæger den permanente arktiske is fra øst til vest. Denne opdagelse inspirerede Fridtjof Nansen til at gennemføre Fram-ekspeditionen ni år senere. Et monument til ære for Jeannettes døde blev opført på United States Naval Academy i Annapolis i 1890.

## Baggrund

### Tidlig arktisk udforskning
Den europæiske efterforskning af de arktiske regioner begyndte i det 16. århundrede med søgninger efter nye ruter til Stillehavet via nordøstlige og nordvestlige passager. Muligheden for en tredje rute, direkte over Nordpolen, blev rejst af den tidlige geograf Richard Hakluyt De tidlige opdagelsesrejsende havde ringe succes med at finde disse ruter, men gjorde vigtige geografiske opdagelser. Efterhånden blev søgen efter handelsruter sekundær til det prestigeformål at nå selve Nordpolen eller i det mindste at registrere et "fjerneste nord". I 1773 søgte en britisk flådeekspedition under kaptajn Constantine Phipps en rute til polen fra Seven Islands, men fandt vejen fuldstændigt blokeret af is. Den 28. maj 1806 opnåede hvalfangerkaptajnen William Scoresby fra Whitby en ny rekord nordlig breddegrad på 81 ° 30 'nord for Svalbard, før han blev standset af is.
Den fremherskende teori om polar geografi i hele denne periode var den, at der fandtes et tempereret "åbent Polarhav" omkring Nordpolen. Den observerbare syddrift af arktisk is blev antaget at skyldes den "skubbe" effekt af dette varmere vand. Ifølge historikeren Hampton Sides var teorien, trods manglen på videnskabelig dokumentation, "samlet en egen logik ... Ingen mængde modstridende beviser kunne fjerne det fra den kollektive fantasi". Den kendsgerning, at alle nordgående rejser før eller senere var blevet standset af is, blev rationaliseret ved en tro på, at det uopdagede hav var omkranset af en ring eller "annulus" af is, som man troede at kunne trænge igennem via en af flere varmtvandsporte eller -portaler. Den første søgen efter Nordpolen blev således en søgning efter en af disse adgangsveje.
Efter, at britiske flådespeditioner i 1818 og 1827-28 havde søgt nord for Spitsbergen men ikke havde fundet tegn på det formodede polarhav , blev søgningen opgivet i 25 år. I 1850-erne medførte søgningen efter den mistede Franklin-ekspedition et udbrud af indtrængen i det canadiske arktiske område. Fra disse fremstød, især et af Edward Inglefields i 1852, udvikledes teorien om, at Smith Sund, et nordligt farvand mellem Grønland og Ellesmere Island, kunne være en af de formodede adgangsveje til polarhavet. Dette førte en række ekspeditioner til dette område: Elisha Kent Kane i 1853-55, [13] Isaac Israel Hayes i 1860-61, Charles Francis Hall i 1872-74, og George Nares i 1875-1876. Der blev ikke fundet nogen adgangsvej, selvom både Kane og Hayes fejlagtigt mente at have set det åbne polarhav på afstand.

### August Petermann
Smith Sund-ruten blev ikke promoveret af alle; blandt dem, der afviste den, var den i samtiden førende geograf og korttegner August Petermann fra Gotha i Tyskland, kendt som "Sage Gotha". Men fast troende på teorien om et åbent polarhav mente han, at den mest sandsynlige adgangsvej skulle findes ved at følge Golfstrømmen, som strømmede op langs Norges kyst til de uudforskede arktiske regioner. Peterman mente, at den varme strøm ville svække eller endda trænge ind i den beskyttende isring, og at et robust bygget dampskib, som sejlede ad strømruten således kunne bryde igennem til det formodede polarhav.
Efter, at to ekspeditioner sponsoreret af Petermann - den Tyske Nordpolsekspedition 1869-1870 ledet af Carl Koldewey og den Østrig-ungarske Nordpolsekspedition 1872–74 under ledelse af Karl Weyprecht og Julius von Payer - havde fulgt adskilte grene af Golfstrømmen, men i sidste ende uden at bryde gennem isen, voksede Petermann fortvivlelse. I året før tog han sit eget liv i 1878, overførte han sin argumentation til Kuro Siwo, en Stillehavsstrøm analyseret i 1850-erne af hydrografen Silas Bent. Petermann tilsluttede sig Bent i at tro på, at en gren af Kuro Siwo flød gennem Bering-strædet og kunne være stærk nok til at skabe en vej til polarhavet. På det tidspunkt havde ingen forsøgt at nå polarhavet ad denne rute.

### George De Long
I juli 1873 sendte US Navy USS "Juniata" til Grønland for at søge efterlevende fra Polaris-ekspeditionen, som var blevet opsplittet efter dets leder Charles Francis Halls død. "Juniata"s næstkommandør var George De Long, en 28-årig kandidat fra US Naval Academy, der gjorde sit første besøg i Arktis. Isforholdene forhindrede "Juniata" i at nå videre end Upernavik; De Long meldte sig til at tage skibets tender (en mindre båd), en lille damper ved navn "Little Juniata", i håb om at finde overlevende i Cape York, yderligere 400 sømil (740 km) mod nord.
Forsøget mislykkedes. "Little Juniata" blev udsat for ekstreme vejrforhold og blev tvunget til at trække sig tilbage nogle få kilometer fra Cape York. De Long vendte tilbage til "Juniata" i midten af august, da de ikke havde fundet spor af Polaris-besætningen (som i mellemtiden var blevet reddet af den skotske hvalfanger "Ravenscraig"), men oplevelsen havde dybt påvirket hans holdning. Efter tidligere at have beskrevet Grønlands kyst i et brev til sin kone Emma som "et kedeligt land i ørkenen ... Jeg håber, at jeg aldrig vil finde mig selv kastet væk i et helt forladt sted" (a dreary land of desolation ... I hope I may never find myself cast away in such a perfectly God-forsaken place), kom han hjem fængslet af arktiske. Emma skrev senere: "Den polære virus var i hans blod og ville ikke give ham hvile".
Den afbrudte Little Juniata-mission skaffede De Long offentlighedens opmærksomhed, og han så sig som en mulig leder af den næste amerikanske arktiske ekspedition. Han rettede henvendelse til Henry Grinnell, den filantropiske skibsmandat, der havde finansieret flere tidligere ekspeditioner. Grinnell var ikke villig til at yde økonomisk støtte, i stedet rådede han De Long til at henvende sig til James Gordon Bennett Jr., ejer og udgiver af New York Herald og en kendt sponsor af dristige projekter. De Long mødte Bennett i New York tidligt i 1874; dagbladet var imponeret af De Long og forsikrede ham om, at hans arktiske ambitioner ville have Heraldens entusiastiske støtte. I mellemtiden havde De Long ansøgt Navy Department om en arktisk kommando, en anmodning som, blev han informeret, ville "modtage behørig opmærksomhed".

### James Gordon Bennett
James Gordon Bennett Jr., havde efterfulgt sin fader som indehaver af New York Herald i 1866. [33] Han havde vundet anerkendelse i 1872, da hans reporter Henry Morton Stanley, sendt af Bennett til Afrika på udkig efter den britiske missionærforsker David Livingstone, meddelte, at Livingstone var blevet fundet. Bennett kendte nyhedsværdien af arktisk udforskning; to Herald-reportere havde ledsaget "Juniata", og i 1874 bidrog Bennett til at finansiere den britiske sømand Allen Young og hans sejlads med den tidligere kanonbåd "Pandora" på en af de sidste Franklin-eftersøgninger.
Bennett var interesseret i Petermanns teorier og rejste i 1877 til Gotha for at diskutere mulige arktiske ruter med geografen. Petermann troede, at såvel som at give den bedste vej til Nordpolen, ville passage gennem Beringstrædet ved hjælp af Kuro Siwo muliggøre en undersøgelse af den uudforskede, knap glimtede landmasse, der siden 1867 var kendt som "Wrangel's Land". Han opstillede den teori, at dette land kunne indgå i et transpolært kontinent, der var forbundet med Grønland; Hvis det er tilfældet, kunne det give en alternativ, landbaseret rute til polen, hvis ekspeditionen ikke finder en indsejling til polarhavet. "Min idé", fortalte han Bennett, "er den, at hvis en dør ikke åbner, så prøv en anden". Han tilbød Bennett fuld brug af sine kort og tegninger.
Petermanns råd overbeviste Bennett om, at en ny amerikansk polarekspedition skulle gennemføres. Efter sin tilbagekomst fra Gotha indkaldte han De Long for at anmode ham om at søge orlov fra flåden og at påbegynde søgningen efter et skib, der var egnet til arktisk udforskning ved hjælp af Petermanns Bering Stræde-rute.

## Forberedelser

### Skib
Da der ikke var noget egnet skib i USA, gik De Long til England, hvor han fandt Youngs "Pandora" til salg for 6.000 dollars. Fartøjets arktiske historie gjorde det til at synes ideelt, men Youngs tøven med at sælge forsinkede købet indtil slutningen af 1877. Ved Bennetts anstrengelse vedtog kongressen lovgivning, der gav Navy Department fuld kontrol over ekspeditionen; det ville bruge det amerikanske flag, besætningen ville være stillet til rådighed af flåden og ville være underlagt flådens disciplin. Bennett forblev ansvarlig for finansieringen af virksomheden og forpligtede sig til at refundere regeringen for alle afholdte omkostninger. I mellemtiden blev De Long frigivet fra aktiv tjeneste for at overvåge Pandoras ombygning i England.
I juni 1878 blev "Pandora" efter en grundig renovering på Deptford ved Thames-flodmundingen sejlet til Le Havre i Frankrig, hvor hun den 4. juli blev omdøbt til "Jeannette" efter Bennetts søster, der udførte ceremonien. Den 15. juli sejlede skibet, bemandet med De Long og et lille besætningsmedlem, fra Le Havre for at starte den 18.000 sømil (33.000 km) lange rejse til San Francisco, den havn, hvorfra den arktiske ekspedition skulle sejle. De ankom den 27. december 1878 og overførte "Jeannette" til Mare Island Naval Shipyard for at gennemgå yderligere forarbejde til beredskab for en længere rejse i den arktiske is.
De Long tilbragte meget af den tidlige del af 1879 i Washington, D.C., for at promovere ekspeditionen blandt embedsmænd, søge efter passende besætningsmedlemmer og trække på Navy Secretary Richard W. Thompson for praktisk støtte. Hans anmodninger omfattede brugen af et forsyningsskib, der skulle ledsage Jeannette så langt som til Alaska. Blandt de mindre standardudstyr, der blev erhvervet af De Long, var et eksperimentelt lysbuelampesystem udarbejdet af Thomas Edison, som tilsyneladende ville give lys svarende til 3.000 lys og dermed forvandle det arktiske vintermørke. [46] Efter at have gennemgået sine havprøver den 28. juni, ti dage før hendes planlagte afgang, blev Jeannette formelt indregistreret i US Navy som USS "Jeannette".

### Mandskab
Ved valget af sin besætning var De Longs prioritet mænd med arktisk erfaring. Til sin næstkommanderende valgte han løjtnant Charles Chipp, som havde tjent med ham på "Little Juniata"-eventyret.  En anden veteran fra Polaris-redningsmissionen George Melville blev udnævnt til skibsingeniør. Andre erfarne arktiske deltagere var William Nindemann, en Polaris-overlevende og ispiloten William Dunbar, som havde mange års erfaring med hvalfangere. Udnævnelsen af ekspeditionens navigationsofficer var problematisk; John Wilson Danenhower, en ung flådeofficer fra en vel forbundet Washington-familie, blev anbefalet til Bennett af den tidligere præsident Ulysses S. Grant. [50] Med en sådan sponsorering i ryggen vandt Danenhower sin plads på trods af en historie med depression, der havde ført ham til en kort tid at være indlagt på et sindssygehospital. På Bennetts anmodning fulgte Danenhower med De Long på rejsen fra Le Havre til San Francisco, hvor han betroede detaljer om sin sygehistorie. Navigatorens kompetente præstation overtalte De Long, at sådanne problemer var fortidige.
Skibets kirurg, James Ambler, blev tildelt ekspeditionen af Navy's Bureau of Medicine and Surgery, kun fordi han var næste på listen over læger til rådighed for søtransport. Ambler udledte fra Danenhowers journaler, at en sandsynlig årsag til navigatørens medicinske bortfald var syfilis, men Danenhowers indflydelsesrige forbindelser sørgede for, at han beholdt sin plads på ekspeditionen.
To andre fra Jeannettes rejse fra Le Havre, tømreren Albert Sweetman og bådsmanden John Cole, blev tilmeldt, ligesom Heralds meteorolog, Jerome Collins. Betegnet som "Chief Scientist" var han ansvarlig for Edison apparatet og et rudimentært telefonsystem, som De Long håbede at udnytte. De resterende pladser blev fyldt af en lang liste over ansøgere; kokken og steward blev rekrutteret af Danenhower fra San Franciscos Chinatown.

### Problemer
De Long fandt sig hurtigt i strid med søfartsingeniører på Mare Island, hvis skøn over det arbejde, der var nødvendigt for at forberede "Jeannette" for Arktis, meget overskred hans egen vurdering af, hvad der var nødvendigt. De Long brugte meget tid på at forhandle på Bennetts vegne med Navy Department, med det formål at reducere omkostningerne. Her var han ret succesfuld, men på andre områder stod han over for tilbageslag. I april lærte han, at flåden ikke kunne levere et forsyningsskib, der skulle ledsage "Jeannette" nordpå, en beslutning, som han mente, forlod ekspeditionens skæbne "hængende i en tynd tråd". Bennett løste i sidste ende dette problem ved at befragte en skonnert, Frances Hyde, til at bringe ekstra kul og forsyninger til Alaska.
Senere i hans forberedelser modtog De Long ordrer fra sekretær Thompson, at han, før han fortsatte med sin egen arktiske mission, skulle spørge langs den sibiriske kyst for nyheder om Adolf Erik Nordenskiöld og hans skib Vega. Den svenske polarforsker forsøgte på daværende tidspunkt at gennemføre den første gennemsejling af den nordøstlige passage; han var ikke forsinket, og der var intet bevis på, at han var i vanskeligheder. Ikke desto mindre så Bennett muligheden for at kunne skrive en "redningshistorie" i lighed med hans Stanley-Livingstone-scoop og overtalte Thompson til at udstede ordren. De Long, uvidende om, at hans protektor var ophavsmand, protesterede over, at dette krav ville bringe hans primære mission i fare, men blev tvunget til at ændre sine planer.
De Long var uvidende, da han var rede til at sejle, at U.S. Coast and Geodetic Survey studerede de nyeste hydrografiske og meteorologiske data fra sine forskningsskibe i Beringshavet. Materialet viste endegyldigt, at Kuro Siwo, i modsætning til Bents teorier, ikke havde nogen mærkbar effekt på områderne nord for Bering Strædet. Undersøgelsens rapport fortsatte med at afvise hele begrebet "gateways" (adgangsveje) og teorien om det varme polarhav. Da disse konklusioner blev offentliggjort, var "Jeannette" afsejlet, og De Long forblev i uvidenhed om disse oplysninger.

## Rejsen

### Mod Arktis
Jeannettes afgang fra San Francisco den 8. juli 1879 var et populær begivenhed, der blev bevidnet af store folkemængder, der kom fra alle byens kvarterer. [66] Hæren i Fort Point gav en elleve-kanoners salut; derimod bemærkede De Long, at ingen af søfartøjerne i og omkring San Francisco gjorde nogen formelle anerkendelse af deres søsterskibs afgang, "ikke engang af en skibsfløjte". Bennett, der befandt sig i Europa, sendte en meddelelse om, at han håbede at være til stede, når "Jeannette" gjorde sin triumferende tilbagevenden.
De første uger på rejsen nordover var uvæsentlige. Den 3. august nåede "Jeannette" Unalaska på Aleuterne, hvor De Long søgte information om Nordenskiöld fra besætningen på en klipper, der for nylig var vendt tilbage fra Bering Strædet. Klipperen havde ingen nyheder om ham. Den 12. august nåede "Jeannette" St. Michael, en lille havn på Alaskas fastland, og ventede på, at "Francis Hyde" skulle komme med ekstra forsyninger og kul.
På St Michael hyrede De Long to erfarne Inuit hundeførere og tog en række slædehunde ombord. Den 21. august afsejlede Francis Hyde efter at have overført sin last af forsyninger og brændstof, og "Jeannette" satte kursen mod Chukchi-halvøen på den sibiriske kyst for at spørge efter Nordenskiöld. Ved Saint Lawrence Bay rapporterede Chukchi-folkene, at en uidentificeret damper for nylig var gået forbi mod syd. De Long sejlede der efter gennem Beringstrædet mod Cape Dezhnev, hvor han erfarede fra lokalbefolkningen, at et skib havde kontaktet Cape Serdtse-Kamen længere nede langs kysten. Her fastslog en langående gruppe fra Jeannette hurtigt fra genstande, der blev efterladt hos landsbyboere, at dette skib var "Vega", og at Nordenskiölds ekspedition derfor havde afsluttet sin rejse sikkert mod nordøst. De Long noterede sig sine resultater for overførsel til Washington. Den 31. august afsejlede "Jeannette" i formodet retning mod Wrangel's Land, hvor han ønskede at etablere sit vinterkvarter.

### Indefrosset i isen
"Jeannette" skød i begyndelsen en god fart nordpå; den 2. september var hun omkring 100 sømil (190 km) fra Wrangel's Lands kortlagte position, men med istykkelsen voksende omkring skibet blev bevægelsen langsommere og mere uregelmæssig. Den 4. september så Dunbar det kendte støttepunkt på Herald Island (øen har navn efter et hvalskib), men isen frembragte nu en næsten uoverstigelig hindring for yderligere fremskridt. De Long forøgede damptrykket og forsøgte gentagne gange at finde en vej fremad. Den tykke røg fra Jeannette som blev observeret af hvalfangere, var den sidste observation af Jeannette fra omverdenens side.
Næste dag den 5. september fangede besætningen et kort glimt af Wrangels Land - eller måske, som De Long overbeviste, et mirage. Isforholdene gjorde det nu umuligt at bevæge sig tættere på denne spændende strand, og De Long gjorde Herald Island til hans nye mål. Kort efter blev "Jeannette" imidlertid indefrosset i pakisen, "så tæt som en flue i rav", ifølge historikeren Leonard Guttridge. [80] Herald Island var stadig omkring 15 sømil (28 km) væk; et slædeparti under Chipp satte sig over isen for at undersøge muligheden for en vinterhavn, hvis skibet genvandt manøvredygtigheden. Chipps gruppe kunne ikke komme tættere på øen end 6 sømil (11 km), før de flygtige isforhold tvang deres tilbagevenden til skibet. De Long håbede stadig på en ændring i vejret, der ville frigøre dem fra isen og skrev i sin dagbog: "Jeg har fået fortalt, at i den senere del af september og i begyndelsen af oktober er der i disse breddegrader en ganske indisk sommer". De følgende uger bragte ingen temperaturstigning, og De Long accepterede modvilligt, at "Jeannette" var fanget i isen vinteren over.

### I isdrift
Den oprindelige retning af skibets drift var tilfældig frem og tilbage den 3. oktober, næsten en måned efter, at "Jeannette" først blev fanget, var Herald Island stadig i sigte I oktober udviklede drivretningen sig mod nordvest, og det blev tydeligt for De Long, at "Wrangel's Land" ikke var en landmasse, men var en relativt lille ø. Samtidig fremkom analyser af havstrømme, saltholdighed og temperaturdata, der bekræftede de geodætiske undersøgelsesresultater, som dengang var kendt i Washington, at Kuro Siwo ikke havde nogen virkning nord for Beringstrædet. Synet af den endeløse is omkring skibet rejste dyb tvivl om hele konceptet om det åbne polarhav.
Trods den kedelige oplevelse under den stort set begivenhedsløse drivsejlads levede besætningen godt; skibets forsyninger blev styrket af jævnlige jagter, der bragte en høst af sæl- og isbjørnekød. I slutningen af oktober, da vinteren nærmede sig, stillede De Long Edison-lysbuesystemet op, men generatormekanismen undlod at producere selv den svageste af lysene, og apparatet blev hurtigt opgivet sammen med det lige så ineffektive telefonsystem. Julen 1879 og starten af det nye år blev fejret uden stor glæde; De Long skrev om julen som "den mest triste dag i mit liv, og det er helt sikkert den skrækkeligste del af verden".
Den 19. januar 1880 blev Jeannettes skrog brudt af isen, og hun begyndte at tage hurtigt vand ind. De Long var villig til at opgive skibet, men hun blev reddet af hurtige reaktioner fra Nindemann og Sweetman, som vadede ind i det frosne vand og stoppede tilstrømningen af indstrømmende vand ved at fylde det med materiale, der var tilgængeligt for formålet. Melville brugte elementer i det kasserede Edison-apparat til at bygge et mekanisk pumpesystem, og problemet blev stort set løst ved opførelsen af et nyt vandtæt skot. De Long noterede i sin dagbog, at Nindemanns og Sweetmans bestræbelser i det mindste var værdige til indstilling til æresmedaljen.
I flere måneder flyttede Jeannette sig slet ikke. De Long registrerede den 2. marts, at deres position næsten var præcis den samme, som den havde været tre måneder tidligere. Den 5. maj gik skibet vest for 180° meridianen, men to måneder senere var tilbage til den anden side af linjen. Sommeren bragte ingen lettelse; selvom det i kort tid syntes muligt i august, at "'Jeannette" kunne bryde fri og finde åbent vand, viste dette sig at være et falsk håb. Danenhower's tilstand var en yderligere kilde til angst. Hans syfilis begyndte at påvirke hans krop, især hans venstre øje, som på trods af Amblers gentagne operationer stod udadtil, da han manglede bedøvelse, forlod navigatøren stort set uarbejdsdygtighed og ude af stand til at udføre sine opgaver. Den sidste dag i 1880 skrev De Long i sin dagbog: "Jeg begynder det nye år ved at vende et nyt blad, og jeg håber ved Gud, at vi vender et nyt blad i vores bog om heldige lykke".

### Knust og evakueret
I begyndelsen af 1881 noterede De Long, at Jeannette efter 16 måneder kun var 220 sømil (410 km) fra det punkt, hvor hun var fanget i isen. Han skrev: "Vi drev rundt som en moderne flyvende hollænder ... treogtredive mennesker bærer deres liv og sjæle". Den 16. maj blev en ø iagttaget, fulgt næsten umiddelbart af en anden - det første land de havde set i godt over et år. "Så der er noget andet end isen i verden!", Skrev De Long. De var i ukendte have, så disse øer var opdagelser. De Long navngav den første "Henrietta Island", efter Bennetts moder og den anden "Jeannette Island". En slædegruppe under ledelse af Melville blev sendt til Henrietta Island for at kræve territorierne på vegne af USA.
På omkring denne tid var skattekræverskibet Thomas L. Corwin i Alaskas farvande og søgte nyheder om De Longs ekspedition. Corwins kaptajn, Calvin Hooper, hørte historier om et skibsvrag i det fjerne nord og satte sig for at undersøge. I fem uger sejlede han rundt i Beringshavet; møder med lokalbefolkningen overbeviste ham om, at vraget ikke var "Jeannettes". Den 16. juni 1881 forlod et andet nødfartøj, USS "Rodgers", San Francisco, men blev ødelagt af brand i Saint Lawrence Bay i november.
Ombord på Jeannette havde opdagelsen af øerne hævet De Longs humør - ekspeditionen ville, uanset hvorhen drivrejsen tog det, have nogen konkrete geografiske resultater at fremvise. Begyndelsen af den korte arktiske sommer bragte nye forhåbninger om, at "Jeannette" til sidst ville blive frigivet fra isen, og den 11. juni var hun kort fri, i en lille åbning. Men den næste dag kom isen tilbage med fornyet kraft, der slog skibet og endelig trængte ind i skroget uden mulighed for reparation. De Long overvågede en ordentlig evakuering af mænd, hunde, udstyr og forsyninger. Om aftenen den 12. juni 1881 sank "Jeannette" på sin endelige position på 77 ° 15N, 155 ° E, omkring 300 sømil (560 km) fra den sibiriske kyst.

### Turen over isen
Hele besætningen på 33 var stadig sammen. De Longs generelle plan var at marchere med hunde og slæder til de Nysibiriske øer, et sted mod syd og derefter bruge bådene til at bære sin last til det sibiriske fastland. [106] Ifølge Petermanns kort var hans planlagte landgangssted, Lenas delta, fyldt med bosættelser, der ville give dem ly og sikkerhed. Den 25. juni, efter en uges hårde rejse på isen, havde den nordlige drift ophævet deres fremskridt; de var længere fra land, end de havde været, da de begyndte. Da isens retning skiftede, var gruppen endelig i stand til at gå i den rigtige retning, men det var langsomt og vanskeligt at gå. En del af problemet lå hos hundene, der efter næsten to års relativ ledighed var enten besværlige eller skræmmende, ude af stand til at arbejde i seletøj. Nogle af de værste hunde blev skudt til mad. Den 12. juli observeredes land mod syd; De Long troede flygtigt, at dette var en del af de nysibiriske øer, men det var en anden ukendt ø. Da gruppen nåede den den 29. juli, kaldte De Long det "Bennett Island", og kaldte landingsstedet "Cape Emma" efter sin kone. I mellemtiden havde Corwin flere hundrede kilometer mod øst opgivet sin redningsmission. Efter måneder med at søge forgæves for bestemte nyheder eller spor af "Jeannette", havde Hooper konkluderet, at fartøjet var tabt og sejlede tilbage til San Francisco.
Efter en uges hvile aflod partiet Bennett Island den 6. august og efterlod en besked i en varde af sten. Isen var nu for løs til slæderejse, så gruppen blev overført til bådene. Da de ikke længere havde brug for hundene, beordrede De Long dem skudt. Den generelle retning af isstrømmen førte partiet mod sydvest, og den 20. august var den mest østlige del af de Nysibiriske øer, Novaya Sibir, i sigte. For første gang siden de drog afsted fra Herald Island næsten to år tidligere, var de i den kortlagte del af verden. De Long styrede bådene gennem kanalen mellem Novaya Sibir og Faddeyesvsky Island, før de strejfede sydkysten af Kotelny Island og begyndte den sidste etape af rejsen over det åbne hav til Lenas delta. Deres sidste stop var den 10. september på den lille Semyonovsky-ø, mindre end 100 sømil (190 km) fra den sibiriske kyst.

## Lena Delta

### Storm og landgang
Hele besætningen på 33 var stadig sammen på Semenovsky Island. Bådene forlod øen tidligt om morgenen den 12. september i godt vejr. Tretten mænd var med De Long i den store klipper, Chipp med syv andre tog den mindre klipper, mens Melville og ti mænd sejlede i hvalbåden. Danenhower, der formelt havde højere rang end Melville, klagede bittert til De Long over at blive placeret under ingeniørens kommando, men De Long svarede, at Danenhower var uegnet til tjeneste, en opfattelse bekræftet af Ambler. De Long instruerede, at bådene hver især skulle tilstræbe et punkt angivet som "Cape Barkin" på Petermann-kortet; hvis de blev adskilt og landede i forskellige områder, skulle parterne mødes ved Bulun, en stor bosættelse omkring 160 km fra kysten.
Bådene gjorde gode fremskridt gennem morgenen, og Melville troede først og fremmest at de kunne nå fastlandet efter en enkelt nat til søs. Om eftermiddagen blev vejret forværret; bådene skiltes og mistede forbindelsen med hinanden. De Long brugte et havanker til at stabilisere sit fartøj i de hårde hav, og på trods af at hans sejl blev revet med af vinden, lykkedes det at holde en kurs mod vest. Stormen var stort set aftaget om morgenen den 14. september, men fremgangen var uregelmæssig i fraværet af sejlet, og det varede tre dage før klipperen løb på grund af den nordligste grænse af Lenas delta. De Long og hans besætning vadede i land og transporterede deres forsyninger fra båden og forberedte sig på en lang fodrejse. Baseret på deres kort syntes nærmeste bosættelse at ligge 95 mil (153 km) væk. De Long troede, at deres rationer ville række til tre og en halv dag.
I hvalbåden havde Melville ligesom De Long reddet stormen af ved hjælp af et havanker. Bådens kurs var langt mod syd i forhold til De Longs; de nåede endelig land ved en af Lenas hovedmundinger og kunne navigere op ad bakke. Inden for et par dage stødte de på en indfødt fiskelejr, og den 25. september havde nået bosættelsen Arrhu.
Chipps kutter nåede aldrig land, formodentlig overvældet af stormen, med tabet af alle otte mand om bord til følge.

### De longs gruppe
De Longs gruppe fandt intet øjeblikkeligt tegn på deres landingssted for nogen menneskelig beboelse og havde kun en vag ide om hvor de var - Petermanns kort gav nogle nyttige detaljer. Den 19. september, efter at have begravet deres ikke-væsentlige ejendele i en varde markeret af en teltpæl, drog de på jagt efter bosættelser. Fremgangen blev hæmmet af mændenes dårlige fysiske tilstand, især Eriksen, der var hårdt ramt af frost. Den 21. september stoppede de ved to tomme hytter, sandsynligvis en del af en jagtlejr, hvor Alexey hævede gejsten ved at skyde en hjort til at genopbygge deres svindende madlagre. De Long tillod sin udmattede gruppe flere dages hvile inden genoptagelsen af marchen.
Den 28. september fandt gruppen en stor hytte med tegn på nyligt spist mad i forrådet og moccasinspor i sneen. Da nye søgninger i lokaliteten ikke bragte tegn på mennesker, besluttede De Long at fortsætte. Ved 4. oktober kunne Eriksen ikke fortsætte; partiet standsede ved en anden forladt hytte, hvor Eriksen døde den 6. oktober. Den 9. oktober besluttede De Long, under indtryk af flere mænds forværrede tilstand, at sende to af de bedst egnede i gruppen, Nindemann og Noros, for at søge hjælp. Ambler blev tilbudt muligheden for at gå med dem, men følte at hans pligt som læge krævede, at han forblev ved hovedgruppen.
Den næste uge kæmpede De Longs parti sig videre, og undertiden tilbagelagde de næsten en kilometer om dagen. [139] Selvom de deponerede flere af deres ejendele undervejs, insisterede De Long på at bære sine kort og skitser. [140] Hans dagbogsnotat for den 10. oktober registrerede, at der var "intet til aftensmad andet end en skefuld glycerin". Et par dage senere skød Alexey, gruppens største jæger, en rype, som gav suppe. Men Alexey svækkedes, og den 17. oktober døde han. Den 20. oktober, fanget af vejret og uden forsyninger kom partiet til en endelig standsning. I løbet af marts havde De Long skrevet sin dagbog hver dag, men efter den 20. oktober blev hans indlæg sparsommere og mere spredte, i vid udstrækning begrænset til nedfælde udtalelser fra de døende og de døde. Han noterede sig Kaak og Lees død den 21. oktober, Iverson den 28., Dressler den 29. oktober. Hans sidste indførsel, dateret 30. oktober, registrerer Boyds og Görtzs død og slutter "Collins døende".

### Melville, Nindemann, Noros
Efter at have hvilet ud i Arrhu drog Melvils gruppe videre med henblik på den aftalte mødested ved Bulun. Den 19. september stødte de på indfødte Tungus-jægere, der førte gruppen først til den lille bosættelse Lille Borkhia, [144] og derefter videre til den større landsby Zemovialach. Her rådede lokalbefolkningen dem om, at de skulle vente på, at floden frøs til, inden man forsøgte at nå Bulun.
Efter flere uger lærte Melville fra en russisk rejsende, at to amerikanere var ankomme til Bulun. Vejrforholdene var nu egnede til rejser, så Melville hyrede et par kyndige lokale hundeførere for at tage ham til Bulun. Han forlod Danenhower med ansvar for at lede gruppen til Bulun så hurtigt som praktisk muligt, og derfra for at gå så godt som muligt, skule han fortsætte til Yakutsk, en stor by hundreder af mil mod syd. Melville ankom i Bulun den 3. november, hvor han fandt Nindemann og Noros, svage men under genstyrkelse. Fra dem lærte Melville om De Longs situation og hans presserende behov for redning. Parret havde udholdt en anstrengende virksomhed, siden de forlod De Long næsten en måned tidligere. De havde kæmpet i ti dage, sovet i improviserede huse og spiste hvad de kunne fange eller skyde. På denne måde nåede de en lille, forladt lejr, som de senere lærte blev kaldt Bulcour. Her var de fundet af en nomadisk gruppe af yakutjægere, som havde taget dem til en stor lejr ved Kumakh-Surt. Til deres store frustration kunne de ikke gøre yakutterne klar over, at de var skibbrudne søfarende, hvis kammerater befandt sig i dystre omstændigheder. De formåede at formidle deres ønske om at nå Bulun og blev taget der med slæde, der ankom den 29. oktober et par dage før Melville ville slutte sig til dem der.

### Eftersøgninger
Fra Bulun sendte Melville beskeder til Washington og Heralden og rådede dem om "Jeannettes" tab og noterede de overlevende og savnede parter. Det skulle tage tid, førend disse beskeder nåede deres mål. De skulle føres ca. 3.000 km med båd og slæde til telegrafstationen i Irkutsk, førend de kunne afsendes. Den 5. november tog han ud med to lokale guider ved hjælp af rudekort fra Nindemann og Noros, for at påbegynde sin søgning efter De Long. Ved landsbyen North Bulun bragte [indianere] ham notater tilbage af De Longs gruppe i varder. En notits førte Melville til samlingen af logbøger og instrumenter, som De Long havde begravet på sit landingssted. Selvom han nu er overbevist om, at De Long og hans kammerater måtte være døde, fortsatte Melville eftersøgningen, men den indgribende arktiske vinter betød, at han ikke længere kunne gøre denne sæson. Han vendte tilbage til Bulun i slutningen af november og rejste derefter til Yakutsk for at blive genforenet med de andre Jeannette-overlevende.
I januar 1882, mens de fleste af de overlevende begyndte deres lange rejse hjem, forberedte Melville, Nindemann og James Bartlett sig til at lede en ny søgning i deltaet, når vejret tillod det. De forlod Yakutsk den 16. januar og genoptog deres søgning, da optøningen begyndte i midten af marts. Begyndende på stedet, hvor Nindemann og Noros havde forladt De Long forrige oktober, begyndte Melville en systematisk undersøgelse af området. Den 23. marts fandt han Alexeys jagtgevær og i nærheden resterne af en lejr. Holdet fandt yderligere genstande, en frossen menneskelig arm, der stod ud fra sneen og til sidst De Longs notitser. Herfra lærte de historien om gruppens sidste dage.
Snart var alle kroppe bortset fra Alexey, som aldrig blev fundet, blevet genfundet. De af de sidste tre til at dø - De lange, Ambler og Ah Sam - var nogen afstand fra resten, hvor de åbenbart forsøgte at oprette en sidste lejr på højere jord. Melvilles parti indpakkede alle legemer i lærred og bragte dem til en bakke, der var høj nok til at være sikker fra sæsonbestemt oversvømmelse. Der anbragte de dem i en stor kiste lavet improviseret fra drivtræ, som de dækkede med klippestykker og markeret af et stort trækors, indskrevet med navnene på de døde mænd. Melvils gruppe forlod stedet den 7. april 1882 og tilbragte derefter en yderligere måned i deltaet og søgte uden held efter tegn fra Chipp og hans besætning.

## Efterspil
Af den samlede ekspeditionsparti på 33 mænd returnerede 13 levende til USA. Den første gruppe af overlevende landede i maj 1882 i New York, men fejringen blev udskudt indtil ankomsten den 13. september af Melville, Nindemann og Noros. De blev hilst velkommen som helte, modtaget en borgerlig modtagelse og markeret ved en banket på den berømte restaurant Delmonico's. Offentlighedens interesse i Jeannette-historien havde været høj siden den første nyhed om skibets skæbne var blevet modtaget fra Yakutsk. Bennett havde sendt flere journalister til Rusland, inklusiv John P. Jackson, som havde nået Lena-deltaet og fundet De Longs grav. I sin nidkærlighed efter en historie havde Jackson åbnet graven for at søge efter papirer eller andre optegnelser , en afskedigelsesakt som Emma De Long beskrev til Bennett som "den bitreste potion jeg måtte sluge i hele mit liv". Jackson havde også interviewet Danenhower, der fremsatte påstande om uoverensstemmelse inden for gruppen og af dårlig behandling af visse officerer, især ham selv.
En undersøgelse foranstaltet af flåden af tabet af "Jeannette" igangsattes i begyndelsen af oktober, hvor de overlevende var de vigtigste vidner. I februar 1883 meddelte bestyrelsen sine resultater: "Jeannette" var et egnet fartøj til arktisk tjeneste; vanskeligheder som den sene start og omdirigering for at søge efter nyheder om "Vega" var ikke De Longs skyld, og han var heller ikke skyld i skibets tab. Han havde udført den efterfølgende tilbagetog på en eksemplarisk måde. Ikke alle var tilfredse: slægtninge til Collins, der havde hørt under beviset om problemer mellem De Long og meteorologen, troede ikke på, at hele sandheden var blevet fortalt og kaldte undersøgelsen en "hvidvaskning". I april 1884 De Forenede Staters Repræsentanternes Underudvalg for Naval Affairs undersøgte beviserne og bekræftede resultaterne af den tidligere undersøgelse.
I februar 1882 havde sekretær Thompson sendt søløjtnanter Giles Harber og William Schuetze til deltaet for at søge efter spor af de mistede opdagelsesrejsende, især Chipps parti. De lykkedes ikke, men i november modtog ordrer fra sekretæren at overvåge tilbageleveringen af De Longs og hans kammeraters tilbagevenden til USA. Vejr og bureaukrati forsinkede dem i et år. Først i november 1883 blev ligene fragtet fra Yakutsk med tog til Moskva, Berlin og endelig Hamburg. Her blev de bragt ombord på dampskibet "Frisia", der ankom til New York i februar 1884. Begravelseskortegen blev eskorteret af flåde- og militære afdelinger til Den Hellige Treenigheds Kirke på Madison Avenue til en mindehøjtidelighed. Derefter blev Ambler, Collins og Boyds kroppe overdraget til privat begravelse; De Long og seks andre blev taget til Woodlawn Cemetery i Bronx og begravet sammen der. I oktober 1890 blev et stort mindesmærke over ekspeditionens døde afsløret ved United States Naval Academy i Annapolis. Dens udformning er baseret på den originale stenvarde og korset opsat på gravpladsen ved Lenas delta.
Et bjergkæde i Alaska og to flådeskibe blev navngivet i De Longs ære. De tre arktiske øer opdaget under ekspeditionen, plus to andre opdaget et par år senere, danner en øgruppen, der bærer navnet Ostrova De Longa; på trods af Melvilles plantning af det amerikanske flag er øerne altid blevet accepteret som russisk område.
Kongressen bemyndigede den 30. september 1890, at der blev ramt egnede medaljer (8 kongres-guldmedaljer og 25 kongres-sølvmedaljer) til minde om de farer, som de 33 officerer og ekspeditionernes mænd havde haft.
Ekspeditionen gav nogle vigtige videnskabelige oplysninger. Den 18. juni 1884 blev rester af vraget fra Jeannette fundet på en isflod nær Julianehåb (nu Qaqortoq), nær det sydvestlige hjørne af Grønland. Dette viste sig, at en kontinuerlig havstrøm strømmede fra øst til vest over det polare hav, og var grundlaget for Nansens Fram-ekspedition fra 1893-96. Selvom teorien om det åbne polare hav sluttede med Jeannettes rejse, har skibets meteorologiske og oceanografiske oplysninger givet senere tiders klimatologer værdifulde data om klimaændringer og til vurdering af mindskning af polarisen.
Som den eneste af de vigtigste overlevende i Jeannette-dramaet vendte Melville tilbage til Arktis, hvor han hjalp med at redde overlevende af Adolphus Greelys Lady Franklin Bay ekspedition som fandt sted 1881-84. Melvilles søfartskarriere blomstrede, og han opnåede efterhånden rang af kontreadmiral. Han døde i 1912. Danenhower fortsatte i flåden, men skød sig selv under en depression i 1887. I 1892 truede James Bartlett, der kæmpede for psykiske problemer efter hans tilbagevenden, først med at dræbe sin kone og niece, før han forsøgte at fuldføre sit løfte den næste dag. Hans kone overlevede med et skudsår på skulderen, men både niecen og Bartlett døde. Nindemann arbejdede som søfartsingeniør indtil sin død i 1913. Ekspeditionens sidste overlevende var Herbert Leach, som blev fabriksarbejder; han levede indtil 1933. Emma De Long døde i 91-årsalderen, i 1940.
I februar 2015 meddelte den russiske eventyrer Andrey Khoroshev, at han foreslog at lokalisere og hæve Jeannettes vrag. Khoroshev fortalte The Siberian Times, at skibet var på et kendt sted, lå på relativt lavt vand, og mente at det var en "ikke så hård opgave". Arrangementet ville, mente han, forbedre Ruslands forværrede forhold til Amerika.